# Gréta Szakmáry
Gréta Szakmáry, född 31 december 1991 i Nyíregyháza, Ungern, är en volleybollspelare (vänsterspiker).
Szakmáry började spela volleyboll vid nio års ålder. Efter att ha lärt sig sporten i sin hemstad Nyíregyháza fick hon sitt första proffskontrakt med Gödöllő Röplabda Club. Från 2006 spelade hon i det ungerska ungdomslandslaget och sedan i seniorlandslaget. Den yttre anfallaren vann European Volleyball League 2015 med Ungern. Hon flyttade sedan till Békéscsabai RSE. Med klubben blev hon ungersk mästare och cupvinnare säsongen 2015/16. Under den följande säsongen lyckades laget försvara sina titlar i båda tävlingarna.[1] Dessutom spelade laget i Europacupen.
2017 flyttade Szakmáry till Schweriner SC. Med klubben vann hon VBL Supercup i början av säsongen. I slutet av året utsågs hon till Ungerns bästa kvinnliga volleybollspelare. I DVV-Pokal 2017/2018 tog hon sig till semifinal. Därefter blev hon tysk mästare med Schwerin. Nästa seger i supercupen följde 2018. Därefter vann Schwerin DVV Pokal-finalen mot Stuttgart samtidigt som de förlorade slutspelsfinalen mot samma motståndare. I DVV-Pokal 2019/2020 nådde Szakmáry semifinal med klubben. När Bundesligasäsongen ställdes in kort innan slutspelet 2020 låg Schwerin på första plats. Szakmáry kom också att spela för Schwerin säsongen 2020/21. Hon flyttade 2021 till Turkiet och Aydın BBSK. Hon stannade med klubben en säsong för att sedan flytta till Italien och spel med Cuneo Granda Volley.
Hon har spelat med landslaget i samtliga EM mellan 2015 och 2021.